# Marcus Claudius Glicia
Marcus Claudius Glicia war im Jahr 249 v. Chr. römischer Diktator, musste aber auf Druck des Senats, der seine Abdikation verlangte, das Amt nach kurzer Zeit aufgeben. Sein Name wird in den Fasti Capitolini, einer inschriftlich überlieferten Liste römischer Konsuln und Feldherren, sowie bei Titus Livius und Sueton genannt.

## Überlieferung
Für das Jahr 249 v. Chr. verzeichnen die Fasti:
M. Claudius C. f. Glicia, qui scriba fuerat, dictator coact(us) abdic(avit)

sine mag(istro) eq(uitum). In eius locum factus est

A. Atilius A. f. C. n. Caiatinus dict(ator)

L. Caecilius L. f. C. n. Metellus mag(ister) eq(uitum)
„Marcus Claudius, des Gaius Sohn, Glicia, der ein scriba war, als Diktator zum Verzicht gezwungen

ohne magister equitum. An dessen Stelle wurde

Aulus Atilius, des Aulus Sohn, des Gaius Enkel, Caiatinus Diktator;

Lucius Caecilius, des Lucius Sohn, des Gaius Enkel, Metellus magister equitum.“
Laut dem einzig erhaltenen Auszug zu Buch 19 des Geschichtswerkes von Titus Livius missachtete der Konsul des Jahres 249 v. Chr., Publius Claudius Pulcher, die Auspizien vor der Schlacht von Drepana gegen die Karthager. Nach verlorener Schlacht wurde er nach Rom zurückgerufen, sollte vor seiner Rückkehr jedoch einen Diktator ernennen. Dies war eine massive Zurücksetzung des Konsuls, da ein Diktator sein Imperium, das heißt seine amtliche Amtsbefugnis deutlich einschränkte. In dieser Situation ernannte er Marcus Claudius Glicia zum Diktator. Dass dies ein Kompromiss war, den der Senat nicht eingehen konnte, deutet Sueton an, der im Rahmen seiner Darstellung der Vergehen oder moralischen Verfehlungen, die sich die Claudier haben zuschulden kommen lassen, auch diesen Vorfall erwähnt.
Im Kern stellen alle Darstellungen die Geschehnisse einheitlich dar, doch unterscheiden sie sich in Details. Während die Fasti Glicia einen „Schreiber“ nennen, wird er bei Sueton, bei dem das Cognomen mit Glycias überliefert ist, zu einem viator, einem für Botengänge zuständigen Angestellten, des Claudius Pulcher. Livius nennt ihn lediglich sortis ultimae hominem – einen Menschen des untersten Standes. Wie die Fasti kennt auch Livius die Abdikation, ergänzt aber, dass Glicia im Anschluss weiterhin die Insignien seines Diktatorenamtes, die Toga praetexta, in der Öffentlichkeit trug. Sowohl Livius als auch Sueton wissen im Übrigen nichts davon, dass Glicia als Diktator keinen magister equitum ernannt hatte.

## Interpretation der Überlieferung
Aufgrund seiner sozialen Klassifizierung als scriba („Schreiber“), Bote oder allgemein als Mensch „niedriger Herkunft“ wird meist angenommen, dass Glicia der Sohn eines Freigelassenen war, und zwar entweder des Claudius Pulcher selbst oder doch eines Mitglieds der gens Claudia. Als Indiz wird hierfür auch auf die Filiation in den Fasti Capitolini verwiesen, da sie die Nennung des Großvaters weglässt. Frank Ryan führt die bewusste Nennung seiner Tätigkeit als scriba auf dessen Funktion als Pontifikalschreiber (scriba pontificius) zurück. Damit wäre Glicia Angehöriger einer priesterlichen Amtsklasse gewesen, die später als pontifices minores aus dem ordo equester rekrutiert wurde.
Die nur kurz währende Amtszeit des Glicia wird aus der Information der Fasti, er habe ohne magister equitum amtiert, geschlossen, denn er sei so schnell zum Amtsverzicht gedrängt worden, dass ihm nicht einmal dafür Zeit geblieben wäre. In der zügigen Reaktion des Senats sieht Karl-Joachim Hölkeskamp einen Hinweis auf die Auseinandersetzung zwischen Senat und Claudius Pulcher und die von diesem begangene „Regelverletzung“. Claudius Pulcher sei bei der Anweisung, einen Diktator zu ernennen, sicher der Name der zu benennenden Person, wahrscheinlich sogar der Name des zugehörigen magister equitum mitgeteilt worden. Stattdessen einen Mann vom Stande Glicias ernannt zu haben, sei ein offener Affront gewesen.
Demgegenüber sah Jaakko Suolahti hier durchaus eine Entscheidungsfreiheit seitens des Claudius Pulcher, dem er nicht zutraute, sich mit einer solchen Handlung offen gegen den Senat zu stellen. Die Tatsache, dass die Fasti keinen Diktaturgrund – etwa rei gerundae causa („zur Kriegsführung“) – angeben, deutete er als Hinweis, dass Glicia nicht unbedingt als Folge der verlorenen Schlacht ernannt werden sollte. Erst in der weiteren Auseinandersetzung mit den Karthagern und dem Verlust der Flotte unter dem Konsul Lucius Iunius Pullus  sei es zu einer Situation gekommen, in der dann Aulus Atilius Caiatinus ernannt wurde – der erste Diktator rei gerundae causa, der eine römische Armee außerhalb der Apenninhalbinsel befehligte. Dies aber sei von der Causa Glicia unabhängig gewesen, und die Tatsache, dass sich Glicia weiterhin in der Öffentlichkeit mit den Insignien seines ehemaligen Amtes zeigen konnte, zeuge von einer gewissen Rechtmäßigkeit, die mit dessen Ernennung verbunden gewesen sein müsse.